# Agladrillia
Agladrillia is een geslacht van weekdieren uit de klasse van de Gastropoda (slakken).

## Soorten
- Agladrillia anadelgado Rolán, Ryall & Horro, 2007
- Agladrillia aureola Fallon, 2016
- Agladrillia badia McLean & Poorman, 1971
- Agladrillia benjamini (Bartsch, 1915)
- Agladrillia callothyra Woodring, 1928 †
- Agladrillia flucticulus McLean & Poorman, 1971
- Agladrillia fuegiensis (E. A. Smith, 1888)
- Agladrillia gorgonensis McLean & Poorman, 1971
- Agladrillia macella (Melvill, 1923)
- Agladrillia nitens (Hinds, 1843)
- Agladrillia piscorum Kilburn, 1988
- Agladrillia plicatella (Dall, 1908)
- Agladrillia pudica (Hinds, 1843)
- Agladrillia rhodochroa (Dautzenberg, 1900)
- Agladrillia torquata Fallon, 2016
- Agladrillia ukuminxa Kilburn, 1988